# Alfabet baszkirski
Alfabet baszkirski (baszk. башҡорт яҙыуы) – alfabet służący do zapisu języka baszkirskiego. Od czasu jego wprowadzenia kilkukrotnie zmieniano jego postać graficzną. Współczesne pismo baszkirskie opiera się na cyrylicy. W historii pisma baszkirskiego można wyróżnić trzy etapy:
- XIX w. – początek XX w. – pierwsze próby wprowadzenia alfabetu na bazie pisma arabskiego i cyrylicy
- 1923–1930 – alfabet baszkirski oparty na arabskim
- 1930–1940 – alfabet baszkirski oparty na łacińskim
- od 1940 – alfabet stworzony na podstawie cyrylicy

## Historia

### Początki

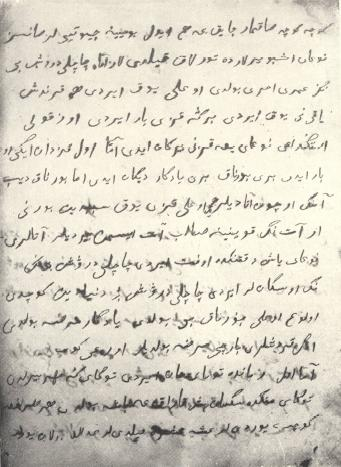
Genealogia baszkirskiego rodu Jurmaty z XVI w. - przykład tekstu w języku turki

Do połowy XIX w. językiem piśmiennictwa baszkirskiego był język turki i jego lokalna odmiana: język starotatarski. W języku turki napisano wiele dzieł literatury baszkirskiej, m.in. utwory XIX-wiecznych poetów A. Kargały, T. Jałsygułowa, Ch. Salichowa, G. Sokoroja, Akmułły, M. Umietbajewa i innych. Do zapisu turki wykorzystywano alfabet arabski. W literaturze powstałej w tamtych czasach można znaleźć wiele cech charakterystycznych dla mówionego języka baszkirskiego.
W 1869 r. Mirsalikh Bekczurin opublikował pierwszą baszkirską gramatykę pt. „Naczalnoje rukowodstwo k izuczeniju arabskogo, piersidskogo i tatarskogo jazykow s narieczijami bucharcew, baszkir, kirgizow i żytielej Turkiestana”. W tejże książce, napisanej w dialekcie południowym języka baszkirskiego przy wykorzystaniu pisma arabskiego, autor umieścił bajkę pt. „Батыр батша əкиəте”. 
W latach 60. XIX w. misjonarz i pedagog N. I. Ilimskij w swojej pracy „Wstupitielnoje cztienije w kurs turiecko-tatarskogo jazyka” zaproponował zastosowanie cyrylicy do zapisu alfabetu baszkirskiego. Na podstawie tej pracy na przełomie XIX i XX w. opublikowano szereg projektów baszkirskich alfabetów. Autorem pierwszego z nich, wydanego w 1892 r. w Orenburgu, był W. W. Katarinskij (przedruk w 1898 r. i 1906 r.). Alfabet zawarty w projekcie wspomnianego autora zawierał wszystkie litery ówczesnego alfabetu rosyjskiego (oprócz ё, й, ѳ, ѵ), a także dodatkowe litery ä, г̇, ҥ, ö, ӳ. W wydanym przez A. G. Biessonowa w 1907 r. w Kazaniu „Bukwarie dla baszkir” również uwzględniono litery alfabetu rosyjskiego (poza ё, й) oraz dodatkowe litery ä, г̣, д̣, ҥ, ö, с̣, ӱ. Jeszcze jedną propozycję alfabetu stworzył na przełomie XIX i XX w. N. F. Katanowy; dla oddania dźwięków języka baszkirskiego zaproponował on litery z umlautem (ӓ – /ә/, ӧ – /ө/, ӟ – /ҙ/, к̈ – /ҡ/, ӱ – /ү/ itd.). Ten alfabet pozostał jedynie w formie rękopisu. W 1912 r. M. A. Kułajew wydał książkę pt. „Osnowy zwukopodrażanija i azbuka dla baszkir” (przedruk w 1919 r.), w której wykorzystał zapis cyrylicą. Na potrzeby oznaczenia dźwięków języka baszkirskiego stworzył własne litery. Ostatecznie żaden z opisanych projektów nie znalazł szerszego uznania. 

### Pismo arabskie
W lipcu 1921 r. na Drugim ogólnobaszkirskim kongresie sowietów postanowiono podjąć działania mające na celu stworzenie alfabetu dla języka baszkirskiego jako języka państwowego Baszkirskiej ASRR. W grudniu 1922 r. w Akademickim centrum Ludowego komisariatu edukacji Baszkirskiej ASRR powołano komisję celem opracowania alfabetu. Komisji przewodniczył Sajfi Ufały, a pozostałymi członkami byli G. Szonasi, S. Ramiew i inni. Podstawą nowego alfabetu był tatarski „alfabet średni” stworzony w oparciu o arabski, zaproponowany przez G. Ibragimowa w 1911 r. Komisja dostosowała ten alfabet do potrzeb baszkirskiej fonetyki: zrezygnowano z liter wykorzystywanych tylko w zapożyczeniach z języka arabskiego oraz zmodyfikowano pisownię samogłosek. Wprowadzono pisownię samogłosek na początku słowa ze znakiem diakrytycznym hamza (ﺀ‬). Nie uwzględniono rozróżnienia samogłosek przednich i tylnych w piśmie (przykładowo و‬ oznaczało zarówno /у/, jak i /ү/; ۇ‬ – /о/ i /ө/ itd.). 
Alfabet zawierał następujące litery: ي ھ ۋ و ن م ل ڴ گ ک ق ف ﻉ ش س ژ ز ر ﺫ د ﺡ ﺝ ث ﺕ پ ب‬ dla spółgłosek i ئ ي ۇ و ﻪ ا‬ dla samogłosek. Na przełomie lat 1923–1924 alfabet ten został oficjalnie zatwierdzony. W marcu 1924 r. dokonano drobnych zmian dotyczących zapisu dźwięków /ы/ i /э/] na początku słowa. Alfabet oparty na arabskim obowiązywał do 1930 r.

### Pismo łacińskie

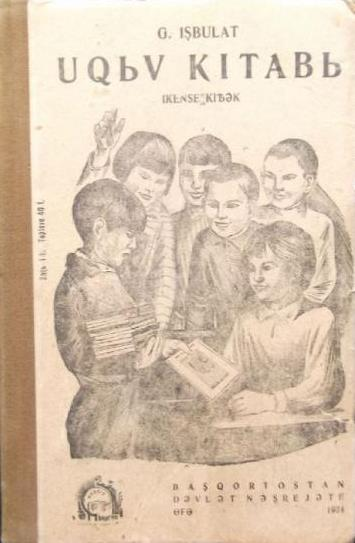
Baszkirski podręcznik dla szkoły podstawowej zapisany alfabetem łacińskim, 1934 r.

Równolegle z przyjęciem alfabetu arabskiego pojawiły się pomysły zakładające wprowadzenie pisma opartego na łacińskim. Po raz pierwszy kwestię latynizacji pisma baszkirskiego podniesiono w Centrum akademickim w czerwcu 1924 r., a już w październiku stworzono pierwszy projekt (nieco wcześniej, w lipcu, tatarscy naukowcy zaproponowali wspólny zlatynizowany alfabet tatarsko-baszkirski). Po tym projekcie powstało jeszcze kilka następnych. Zasugerowano użycie następujących liter dla oddania dźwięków: /h/ – h, /х/ – ħ, /ы/ – ȗ, ә, /ң/ – n̑, /ш/ – ŝ, /ҫ/ – t', /ый/ – î, /ж/ – ĵ, /w/ – ŭ, /җ/ – ĝ, j. 
W czerwcu 1927 r. Komitet nowego alfabetu tureckiego zatwierdził wprowadzenie do użytku nowego alfabetu — janalifu. Po jego wprowadzeniu zmodyfikowano zlatynizowany alfabet baszkirski. 6 lipca 1930 r. Baszkirski centralny komitet wykonawczy Baszkirskiej ASRR oficjalnie przyjął ten alfabet; w tym samym roku wydano nowe zasady pisowni. Później wprowadzono niewielkie zmiany - w maju 1933 r. na konferencji Instytutu języka i literatury Baszkirów usunięto literę Çç, a w 1938 r. - digraf ьj. 3 marca 1939 roku pojawiły się nowe zasady pisowni języka baszkirskiego alfabetem łacińskim.
Po reformie w latach 1938—1939 baszkirski alfabet oparty na łacińskim miał następującą postać: 
| A a | B ʙ | C c | D d | đ   | E e | Ə ə | F f | G g | Ƣ ƣ | H h | I i |
| J j | K k | L ʟ | M m | N n | Ꞑ ꞑ | O o | Ɵ ɵ | P p | Q q | R r | S s |
| Ş ş | T t |     | U u | V v | X x | Y y | Z z | Ƶ ƶ | Ь ь | '   |     |

### Cyrylica

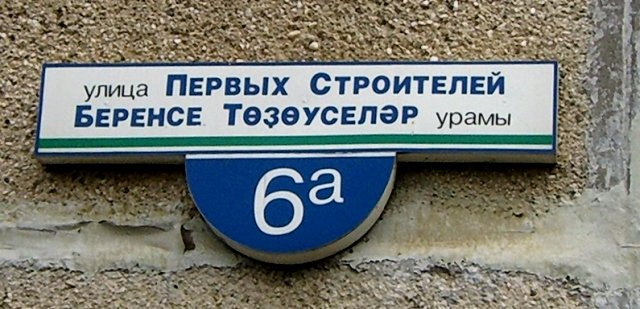
Dwujęzyczna tablica z nazwą ulicy w mieście Agidel

W sierpniu 1938 r. biuro Regionalnego komitetu baszkirskiego KPZR podniosło kwestię przejścia z zapisu języka baszkirskiego alfabetem łacińskim na zapis cyrylicą. Rozpoczął się rozwój nowego systemu pisma. Największy spór budził zapis dźwięków /йы/, /йе/; /йа/, /йә/; /йо/ /йө/ – zasugerowano, aby oznaczać je odpowiednio literami е, я oraz ё. Ostatecznie wniosek ten został odrzucony. Kolejnym problemem był zapis specyficznych dźwięków języka baszkirskiego; poniżej przedstawiono kilka propozycji oraz ostateczną wersję.
| Wersja ostateczna | Propozycje          |
| ----------------- | ------------------- |
| ә                 | э, ӓ, ā             |
| ү                 | ӳ, уь, ӱ, ӯ         |
| һ                 | һь, хъ, гх, ҳ, хь   |
| ҙ                 | дз, д́, дь, q, ӟ, дъ |
| ҫ                 | с̈, сь, ԑ, ц, с́, тсь |
| ө                 | ӧ, оь, ő, ō, ǫ      |
| ң                 | нг, нъ, ң, н́, н̄, ҥ  |
| ғ                 | гь, v, гг, ѓ        |
| ҡ                 | кь, k, кк, к̄        |

23 listopada 1939 r. nowy alfabet został zatwierdzony przez Prezydium Rady Najwyższej Baszkirskiej ASRR, a w 1940 roku został wprowadzony do użytku. W 1950 roku wprowadzono literę Ё ё. W 1981 r. wprowadzono nowe zasady ortografii, które wprowadziły nową zasadę pisowni litery Ю ю – od czasu zmiany zaczęła ona oznaczać wyłącznie dźwięk /йу/. Dźwięk /йү/, dotychczas oznaczany również literą Ю, zaczęto zapisywać przy pomocy liter йү. 

## Współczesny alfabet
Źródło: 
| Litera        | MAF      | Litera                     | MAF                  | Litera                     | MAF      |
| ------------- | -------- | -------------------------- | -------------------- | -------------------------- | -------- |
| А а (а)       | [ɑ], [ä] | Б б (бэ)                   | [b], [β]             | В в (вэ)                   | [w], [v] |
| Г г (гэ)      | [g]      | Ғ ғ (ғы)                   | [ɣ]                  | Д д (дэ)                   | [d]      |
| Ҙ ҙ (ҙе)      | [ð]      | Е е (е)                    | [jɘ], [ɘ], [je], [e] | Ё ё (йо)                   | [jo]     |
| Ж ж (жэ)      | [ʐ], [ʒ] | З з (зэ)                   | [z]                  | И и (и)                    | [i]      |
| Й й (ҡыҫҡа и) | [j]      | К к (ка)                   | [k]                  | Ҡ ҡ (ҡы)                   | [q]      |
| Л л (эль)     | [ɫ], [l] | М м (эм)                   | [m]                  | Н н (эн)                   | [n]      |
| Ң ң (эң)      | [ŋ]      | О о (о)                    | [ʊ̞], [o]             | Ө ө (ө)                    | [ø]      |
| П п (пэ)      | [p]      | Р р (эр)                   | [r]                  | С с (эс)                   | [s]      |
| Ҫ ҫ (ҫе)      | [θ]      | Т т (тэ)                   | [t]                  | У у (у)                    | [u]      |
| Ү ү (ү)       | [y]      | Ф ф (эф)                   | [f]                  | Х х (ха)                   | [χ]      |
| Һ һ (һы)      | [h]      | Ц ц (цэ)                   | [ʦ]                  | Ч ч (че)                   | [ʧ]      |
| Ш ш (ша)      | [ʂ], [ʃ] | Щ щ (ща)                   | [ɕ]                  | Ъ ъ (ҡалын айырыу билдәһе) | [ʔ]      |
| Ы ы (ы)       | [ɯ]      | Ь ь (нәҙек айырыу билдәһе) | [ʲ]                  | Э э (э)                    | [e]      |
| Ә ә (ә)       | [æ]      | Ю ю (йу)                   | [ju]                 | Я я (йа)                   | [ja]     |

## Porównanie alfabetów
Porównanie alfabetów baszkirskich
| Cyrylica (с 1940) | Łacinka (1930—1940) | Łacinka (1924, projekt) | Alfabet Kułajewa | Pismo arabskie |
| ----------------- | ------------------- | ----------------------- | ---------------- | -------------- |
| А а               | A a                 | A a                     | А а              | ا‬              |
| Б б               | B ʙ                 | B b                     | Б б              | ب‬              |
| В в               | V v                 | V v                     | -                | ۋ‬              |
| Г г               | G g                 | G g                     | Г г              | گ‬              |
| Ғ ғ               | Ƣ ƣ                 | Ĝ ĝ                     |                  | ع‬              |
| Д д               | D d                 | D d                     | Д д              | د‬              |
| Ҙ ҙ               | Đ đ                 | Dh dh                   |                  | ذ‬              |
| Е е               | E e                 | -                       | Ь ь,             | ئ‬              |
| Ё ё               | -                   | -                       | -                | -              |
| Ж ж               | Ƶ ƶ                 | Ƶ ƶ                     | Ж ж              | ژ‬              |
| -                 | Ç ç (do 1933)       | J j                     | -                | ج‬              |
| З з               | Z z                 | Z z                     | З з              | ز‬              |
| И и               | I i                 | I i                     | И и              | ي‬              |
| Й й               | J j                 | -                       | Ј ј              | ى‬              |
| К к               | K k                 | K k                     | К к              | ک‬              |
| Ҡ ҡ               | Q q                 | Q q                     | Һ һ              | ق‬              |
| Л л               | L l                 | L l                     | Л л              | ل‬              |
| М м               | M m                 | M m                     | М м              | م‬              |
| Н н               | N n                 | N n                     | Н н              | ن‬              |
| Ң ң               | Ꞑ ꞑ                 | Ꞑ ꞑ                     | Ҥ ҥ              | ڴ‬              |
| О о               | O o                 | O o                     | ɷ                | ۇ‬              |
| Ө ө               | Ө ө                 | Ö ö                     | Ꞝꞝ               | ۇ‬              |
| П п               | P p                 | P p                     | П п              | پ‬              |
| Р р               | R r                 | R r                     | Р р              | ر‬              |
| С с               | S s                 | S s                     | С с              | س‬              |
| Ҫ ҫ               |                     | Th th                   |                  | ث‬              |
| Т т               | T t                 | T t                     | Т т              | ت‬              |
| У у               | U u                 | U u                     | У у              | و‬              |
| Ү ү               | Y y                 | Ü ü                     |                  | و‬              |
| Ф ф               | F f                 | F f                     | Ф ф              | ف‬              |
| Х х               | X x                 | X x                     | Х х              | ح‬              |
| Һ һ               | H h                 | H h                     |                  | ھ‬              |
| Ц ц               | -                   | -                       | -                | -              |
| Ч ч               | C c                 | C c                     | -                | چ‬              |
| Ш ш               | Ş ş                 | Ç ç                     | Ш ш              | ش‬              |
| Щ щ               | -                   | -                       | -                | -              |
| -                 | ьj (do 1939)        | Y y                     | -                | ي‬              |
| Ъ ъ               | -                   | -                       | -                | -              |
| Ы ы               | Ь ь                 | Ә ә                     | Ъ ъ              | ئ‬              |
| Ь ь               | -                   | -                       | -                | -              |
| Э э               | -                   | -                       | Ь ь              | ئ‬              |
| Ә ә               | Ә ә                 | E e                     |                  | ﻪ‬              |
| Ю ю               | -                   | -                       | -                | -              |
| Я я               | -                   | -                       | -                | -              |
| -                 | V v                 | W w                     | -                | و‬              |
| -                 | -                   | Э э                     | -                | -              |